# Weingut Ernst Bretz

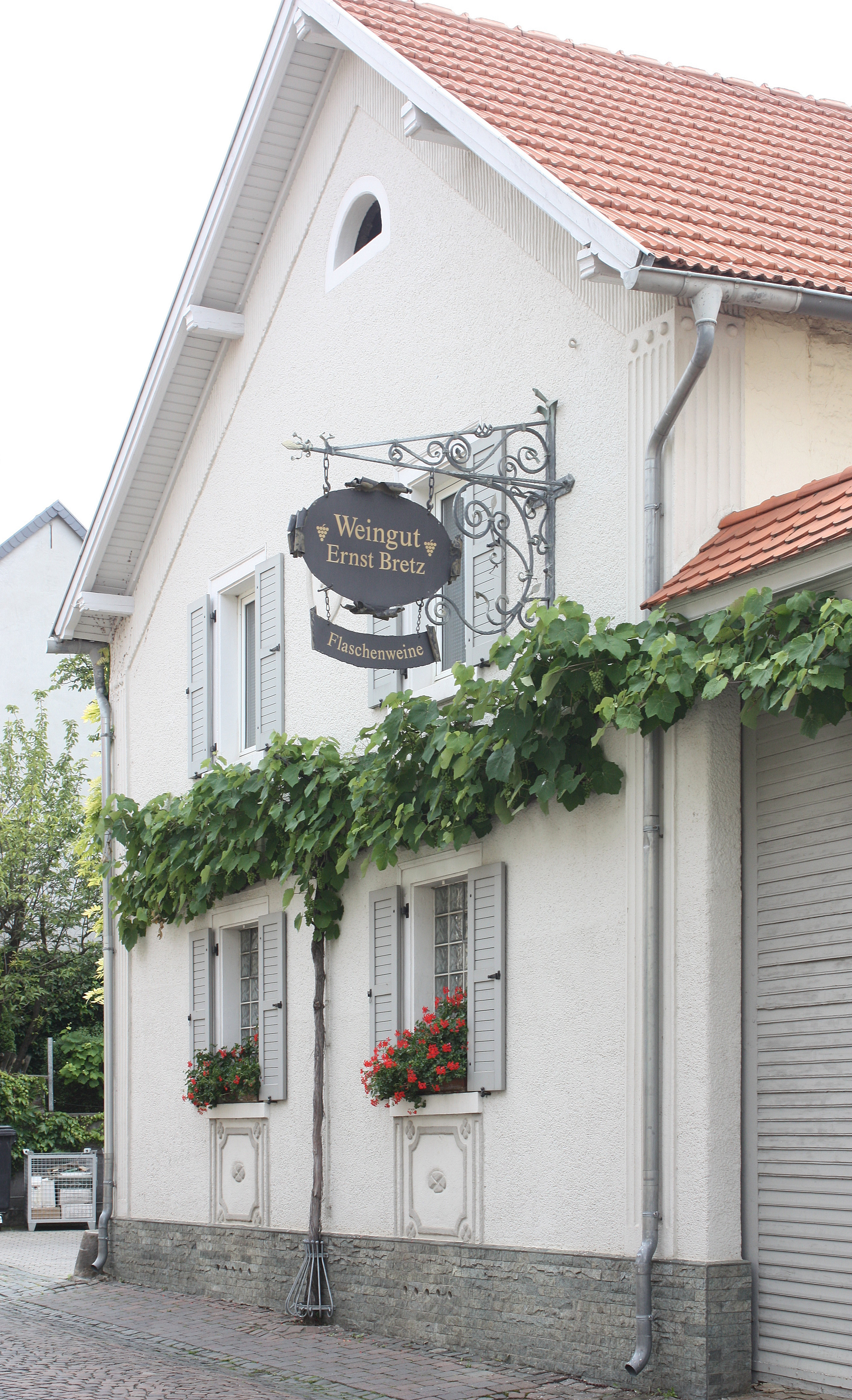
Nasenschild für das Weingut Ernst Bretz in der Langgasse

Das Weingut Ernst Bretz in Bechtolsheim ist ein Weingut im Weinbaugebiet Rheinhessen. Mit dem Weinbau wurde 1721 begonnen. Das Gut befindet sich seit 1987 in der neunten Generation. Die Unternehmensform ist ein Eingetragener Kaufmann.

## Geschichte
Die ersten Rebstöcke wurden 1721 am Petersberg gepflanzt, um Wein für das Mainzer Welschnonnenkloster zu erzeugen. Es war ein für Rheinhessen damals typischer, gemischter Betrieb mit Landwirtschaft und Weinbau. Das Weingut wurde 1907 vergrößert und es begann die Flaschenweinvermarktung. Der Betrieb stellte 1931 die Landwirtschaft komplett ein und konzentrierte sich auf den Wein. Ab 1956 übernahm Ernst Bretz (achte Generation) das Weingut und setzte das Qualitätsstreben fort. Es wurde bis in die Vereinigten Staaten und Japan exportiert, wo die edelsüßen Eisweine geschätzt werden. Der größte Teil (60 %) wird im Direktvertrieb an den Privatkunden verkauft, der Rest über den Handel.
Das 300-jährige Jubiläum 2021, welches aufgrund der Covid19-Pandemie nicht gefeiert werden konnte, wurde am „Christi Himmelfahrtswochenende“ vom 29. Mai bis 1. Juni 2025 nachgeholt, dabei wurde auch die neue Vinothek und der Caravanstellplatz zwischen Bechtolsheim und Biebelnheim auf einem ehemaligen Gelände der Raiffeisen Handelsgenossenschaft offiziell eingeweiht. Das Gelände wurde bereits in den 2010er Jahren vom Weingut übernommen und auf die eigenen Bedürfnisse um- und ausgebaut. Die Kellerarbeit findet seit dem direkt dort statt.

## Rebsorten
Auf 40 Hektar Fläche werden weiße und rote Rebsorten angebaut. Zu den Weißweinsorten gehören Riesling, Weißburgunder, Grauburgunder, Chardonnay, Silvaner, Rivaner, Sauvignon Blanc, Gewürztraminer, Scheurebe, Huxelrebe, Bacchus und Kerner. Rotweine werden aus den Sorten Spätburgunder, Dornfelder, Blauer Portugieser, Regent, St. Laurent, Cabernet Sauvignon, Merlot und Frühburgunder gewonnen. Roséweine stammen vom Portugieser, Früh- und Spätburgunder.

## Lagen
Der Besitz beinhaltet hauptsächlich Weinbergslagen am Petersberg mit den Einzellagen: Klosterberg, Homberg, Wingertstor und Sonnenberg auf der Gemarkung von Bechtolsheim. Auf dieser klimatisch bevorzugten Weinbergslage wachsen auf den dortigen fruchtbaren Löss-Lehmböden die Reben zur Erzeugung der Weine.

## Vinifikation
Die Trauben werden entrappt, also ohne Stiel und Stängel, gekeltert und schonend ausgepresst.

## Auszeichnungen
Ab den 1960er Jahren erhalten die Weine renommierte Auszeichnungen und Medaillen. Seit 2008 befindet sich das Weingut in der Top-100-Liste der DLG-empfohlenen Weingüter. 2012 wurde Platz 60 erreicht, in 2011 war es noch Platz 70. Die DLG Top 100 Weinerzeuger 2019 weisen Platz 28 aus.
Bei der Landesprämierung für Wein und Sekt gab es den Staatsehrenpreis des rheinland-pfälzischen Wirtschafts- und Weinbauministeriums in den Jahren 2008 bis 2011. 2015 erzielte das Weingut seinen neunten Staatsehrenpreis in Folge, da sich die eigentlich auf Burgunder spezialisierten Winzer bereits früher als andere auch ausländischen Rebsorten an und experimentierten mit Barriquefässern. Auch 2024 wurde dem Weingut erneut ein Staatsehrenpreis verliehen. Bei der Wahl zum Winzer des Jahres belegten sie Platz zwei und mussten sich damit dem Weingut Manz aus dem in der Nähe befindlichen Weinolsheim geschlagen geben.
Auf der Internationalen Grüne Woche Berlin 2010 erhielt das Weingut von der damaligen parlamentarischen Staatssekretärin Julia Klöckner die Auszeichnung „Bester Regent-Erzeuger“ vom Bundesministerium für Ernährung, Landwirtschaft und Verbraucherschutz. Diese Auszeichnung erreichte das Weingut 2013 noch einmal.
Eine Weinfachjury der Weinzeitschrift Selection bewertete das Weingut auf Platz 27 und damit zu den besten 50 Winzer Deutschlands 2012.
Der Berliner Weinführer 2012 vergab den ersten Platz für den Chardonnay Barrique, ein „sehr gut“ gab es für Chardonnay Spätlese, Cabernet Sauvignon und Merlot, Bretz-Rot, Dornfelder Barrique, St. Laurent Barrique und den Riesling Eiswein.
Gault-Millau 2012 schreibt: 

„Spaß machen uns … Carbernet Sauvignon und Merlot mit der reifen Cassisnote, Bretz-Rot mit Brombeeraromen und der Riesling Eiswein mit Zitrus- und Honignoten“

Der Feinschmecker zählt das Weingut in seinem Handbuch zu den besten deutschen Weingütern.
Beim internationalen Austrian Wine Challenge Vienna gab es einen Stern und eine Goldmedaille (2011). Auf der Weinmesse Interwine China 2011 wurde der Chardonnay als „Best ice wine“ ausgezeichnet.
Bei der Bundesehrenpreisverleihung 2013 der DLG in Würzburg konnte das Brüderpaar Horst und Harald Bretz die Auszeichnung „Winzer des Jahres 2013“, mit dem Bundesehrenpreis für Wein in Gold, holen. An dem Wettbewerb haben über 300 Winzerbetriebe teilgenommen.
2016 erhielt das Weingut den Großen Preis des Mittelstandes der Oskar-Patzelt-Stiftung.
2019 wurde das Weingut mit dem »best of wine tourism award« in der Kategorie Weintourismus-Service ausgezeichnet, welche von den Great Wine Capitals verliehen wird.
Die Deutsche Landwirtschafts-Gesellschaft (DLG) hat das Weingut als »Winzer das Jahres 2020« mit dem Bundesehrenpreis in Gold sowie als „Weinerzeuger des Jahres“ ausgezeichnet.